# Кинг-Пик (гора, Юкон)
Кинг-Пик (англ. King Peak) — гора в Кордильерах. Является частью гор Святого Ильи. Расположена на территории Национального парка Клуэйн. Является четвертой по высоте горой в Канаде и девятой — в Северной Америке. Расположена к западу от горы Логан (самой высокой в Канаде), считается пиком-спутником этой вершины.

## История
Первое восхождение на Кинг-Пик было совершено в 1952 году несколькими студентами Университета Аляски. Рассел Олстон Пейдж, Кит Харт, Элтон Тайер и Билл Этвуд отправились пешком к леднику Огилви у подножия Кварцевого хребта, куда большая часть их снаряжения для экспедиции была сброшена по воздуху. 3 июня они достигли лагеря №2, расположенного на западном хребте. Подождав два дня, пока утихнет шторм, Харт и Тайер отправились на вершину, в то время как Этвуд остался в лагере из-за травмы колена. 6 июня 1952 года они достигли вершины.
Второе и третье восхождения также были завершены в 1952 году американской экспедицией, которая, кроме того, совершила первое восхождение на гору Огаста (4 июля). С южной стороны они поднялись на восточный хребет, время от времени переходя на северную сторону, чтобы избежать крутых склонов. После двух неудачных попыток подняться на вершину 20 и 21 июля Питу Шёнингу и Гибсону Рейнольдсу удалось «договориться» с жандармом и уже 23 июля они достигли вершины. Шёнинг вернулся на следующий день с Диком Макгоуэном и Биллом Найндорфом, чтобы совершить третье восхождение.